# Rupatadina
Rupatadina é um anti-histamínico de segunda geração e antagonista FAP usado para tratar alergias. Foi descoberto e desenvolvido por J. Uriach y Cia e é comercializado sob o nome comercial Rupafin e sob diversos outros nomes comerciais.

## Usos médicos
Fumarato de rupatadina tem sido aprovado para o tratamento de rinite alérgica e urticária crônica em adultos e crianças de mais de 12 anos. Está disponível como comprimidos redondos, coloridos de salmão claro, contendo 10 mg de rupatadina (como fumarato) para ser administrado por via oral, uma vez por dia.
A eficácia de rupatadina como tratamento para rinite alérgica (RA) e urticária idiopática crônica (UIC) tem sido investigado em adultos e adolescentes (de idade acima de 12 anos) em vários estudos controlados, mostrando um rápido início de ação e um bom perfil de segurança mesmo em períodos prolongados de tratamento de um ano.

## Efeitos colaterais
Rupatadina é um anti-histamínico não sedante. No entanto, como em outros anti-histamínicos de segunda geração não sedativos, os efeitos colaterais mais comuns em estudos clínicos controlados foram sonolência, dores de cabeça e fadiga.

## Farmacologia

### Mecanismo de ação
Rupatadina é um antagonista de histamina de segunda geração, não sedativo, de longa ação com atividade antagonista de receptor H1 seletiva periférica. Além disso, bloqueia os receptores do fator ativador de plaquetas (FAP) de acordo com estudos in vitro e in vivo.